# Kołaki Wielkie
Kołaki Wielkie (prononciation : [kɔˈwaki ˈvjɛlkʲɛ]) est un village polonais de la gmina de Grudusk dans le powiat de Ciechanów de la voïvodie de Mazovie dans le centre-est de la Pologne.
Le village possède une population de 147 habitants en 2007.

## Histoire
De 1975 à 1998, le village appartenait administrativement à la voïvodie de Ciechanów.